# Cyclops denticulatus
Cyclops denticulatus – wątpliwy gatunek widłonoga z rodziny Cyclopidae. Nazwa naukowa gatunku została po raz pierwszy opublikowana w 1849 roku przez szwajcarskiego entomologa Hercule Nicoleta.